# Claudio Palumbo
Claudio Palumbo (Venafro, 30 gennaio 1965) è un vescovo cattolico italiano, dal 7 dicembre 2024 vescovo di Termoli-Larino.

## Biografia
È nato a Venafro, sede dell'omonima diocesi in provincia di Isernia, il 30 gennaio 1965.

### Formazione e ministero sacerdotale
Dopo la maturità classica, ha conseguito il baccellierato in sacra teologia presso l'Istituto Teologico Abruzzese-Molisano di Chieti e, successivamente, prima la licenza (1994) e poi il dottorato (2006) in storia della Chiesa presso la Pontificia Università Gregoriana di Roma.
È stato ordinato sacerdote il 15 agosto 1990 dall'arcivescovo di Campobasso-Boiano Ettore Di Filippo, fino a pochi mesi prima vescovo di Isernia-Venafro.
Fino alla nomina a vescovo (2017), è stato per oltre vent'anni docente di storia della Chiesa in diversi istituti teologici dell'Abruzzo e del Molise e dal 2009 vicario generale della diocesi di Isernia-Venafro.

### Ministero episcopale
Il 5 giugno 2017 papa Francesco lo ha nominato vescovo di Trivento; è succeduto a Domenico Angelo Scotti, dimessosi per raggiunti limiti di età. Ha ricevuto l'ordinazione episcopale l'8 settembre nella chiesa di San Giuseppe Lavoratore ad Isernia da Camillo Cibotti, vescovo di Isernia-Venafro, co-consacranti Domenico Angelo Scotti, suo predecessore a Trivento, e Salvatore Visco, arcivescovo di Capua, già vescovo di Isernia-Venafro; ha preso possesso della diocesi il successivo 23 settembre.
L'11 gennaio 2021 è stato eletto segretario della Conferenza episcopale dell'Abruzzo-Molise, succedendo a Camillo Cibotti, vescovo di Isernia-Venafro. In seno alla Conferenza stessa è delegato per il laicato e per le comunicazioni sociali.
Dal 17 febbraio 2024 è membro del Dicastero delle cause dei santi.
Il 7 dicembre 2024 papa Francesco lo ha nominato vescovo di Termoli-Larino; è succeduto a Gianfranco De Luca, dimessosi per raggiunti limiti di età. Ha preso possesso della diocesi il 22 febbraio 2025. Lo stesso giorno ha assunto l'incarico di amministratore apostolico di Trivento, che ha mantenuto fino all'ingresso del nuovo vescovo Camillo Cibotti, avvenuto il 26 aprile dello stesso anno.

## Stemma e motto

### Blasonatura
Di rosso, alla banda d'oro accompagnata nel cantone sinistro del capo da una stella (8), dello stesso.
Croce astile e galero tipici da vescovo.

### Interpretazione
Il rosso simboleggia la fede mentre la banda d'oro rappresenta la grazia divina. La stella d'oro con otto raggi è il simbolo della Vergine.

### Motto
Il motto scelto, Ipsa propitia pervenis (Con la sua benevolenza giungerai a destinazione), è l'ultimo verso della preghiera Respice Stellam, Voca Mariam di san Bernardo di Chiaravalle.

## Genealogia episcopale
La genealogia episcopale è:
- Cardinale Scipione Rebiba
- Cardinale Giulio Antonio Santori
- Cardinale Girolamo Bernerio, O.P.
- Arcivescovo Galeazzo Sanvitale
- Cardinale Ludovico Ludovisi
- Cardinale Luigi Caetani
- Cardinale Ulderico Carpegna
- Cardinale Paluzzo Paluzzi Altieri degli Albertoni
- Papa Benedetto XIII
- Papa Benedetto XIV
- Papa Clemente XIII
- Cardinale Bernardino Giraud
- Cardinale Alessandro Mattei
- Cardinale Pietro Francesco Galleffi
- Cardinale Giacomo Filippo Fransoni
- Cardinale Antonio Saverio De Luca
- Arcivescovo Gregor Leonhard Andreas von Scherr, O.S.B.
- Arcivescovo Friedrich von Schreiber
- Arcivescovo Franz Joseph von Stein
- Arcivescovo Joseph von Schork
- Vescovo Ferdinand von Schlör
- Arcivescovo Johann Jakob von Hauck
- Vescovo Ludwig Sebastian
- Cardinale Joseph Wendel
- Arcivescovo Josef Schneider
- Vescovo Josef Stangl
- Papa Benedetto XVI
- Arcivescovo Bruno Forte
- Vescovo Camillo Cibotti
- Vescovo Claudio Palumbo